# Dębniki (powiat łomżyński)
Dębniki – wieś w Polsce położona w województwie podlaskim, w powiecie łomżyńskim, w gminie Zbójna.
Siedziba Nadleśnictwa Nowogród.
Wierni kościoła rzymskokatolickiego należą do parafii św. Wincentego á Paulo w Zbójnej.

## Historia
W latach 1921–1939 wieś leżała w województwie białostockim, w powiecie kolneńskim (od 1932 w powiecie ostrołęckim), w gminie Gawrychy.
Według Powszechnego Spisu Ludności z 1921 roku zamieszkiwały tu 263 osoby, 258 było wyznania rzymskokatolickiego, a 12 mojżeszowego. Jednocześnie wszyscy mieszkańcy zadeklarowali polską przynależność narodową. Było tu 47 budynki mieszkalne. Miejscowość należała do parafii rzymskokatolickiej w m. Zbójna. Podlegała pod Sąd Grodzki w Kolnie i Okręgowy w Łomży; właściwy urząd pocztowy mieścił się w m. Zbójna.
W wyniku agresji Niemiec we wrześniu 1939 miejscowość znalazła się pod okupacją niemiecką. Została włączona w skład III Rzeszy.
W latach 1975–1998 miejscowość administracyjnie należała do województwa łomżyńskiego.